# Brachaelurus colcloughi
Brachaelurus colcloughi е вид хрущялна риба от семейство Brachaeluridae. Видът е уязвим и сериозно застрашен от изчезване.

## Разпространение и местообитание
Разпространен е в Австралия (Куинсланд и Нов Южен Уелс).
Среща се на дълбочина около 5 m.

## Описание
На дължина достигат до 76 cm.